# Людмила Чешмеджиева
Людмила Чешмеджиева е българска оперетна певица и филмова актриса.

## Ранни години
Родена е през 1941 г. в село Марино, тогава село отделно от Димитровград, Димитровградско, но се мести да живее в Перник когато е на 2 години.
Докато е в гимназията, пее в хора на училището, играе балет и художествена гимнастика и изучава художествено слово. Кандидатства в Музикалната академия в София и е приета на първо място.

## Кариера
Завършва пеене при Христо Бръмбаров през 1962 г. и две години след това майсторски клас (1962-1964). По това време Светозар Донев я кани да участва в Музикалния театър в оперетата „Момичето, което обичах“. Там тя става артист-солист през 1963 г.
Участвала е и в много други постановки, като „Царицата на Чардаша“ и „Хелоу, Доли“. Като студентка се снима и в първия си филм „А бяхме млади“. Продължава да се снима в киното във филми като „Крадецът на праскови“ (1964), „Деца играят вън“ (1973), „Асистентът“ (2002) и „Светът е голям и спасение дебне отвсякъде“ (2008).
През 1991 г. става директор на Музикалния театър.
Чешмеджиева озвучава на български актрисата Анджела Лансбъри в ролите ѝ на Г-жа Потс в „Красавицата и звярът“ и жената с балоните в „Мери Попинз се завръща“.
Носителка е на престижни награди.

## Награди и отличия
- Заслужил артист (1974).
- Народен артист (1985).
- „I награда“ „за женска роля“ за ролята на (Цвета) от филма „А бяхме млади“ на I ФБФ (Варна, 1961).
- Наградата „Златна лира“ на СМТД (1987).

## Театрални роли
- „Жюстина Фавар“ - Жюстина
- „Прилепът“ - Адела
- „Цигански барон“ - Арсена
- „Една нощ във Венеция“ - Чиболета
- „Царицата на чардаша“ - Щаси и Цилика
- „Теменужката от Монмартър“ - Виолета
- „Страната на усмивките“ - Ми
- „Бокачо“ - Фиамета
- „Влюбеният братовчед“ - Юлия
- „Хитрините на Ханума“ - Ханума
- „Бал в Савоя“ - Дейзи Паркър
- „Случка в Уест Сайд“ - Мария
- „Магьосникът от Оз“ - Дороти
- „Кабаре“ - госпожица Кост
- „Монте Кристо“ - Мерцедес [2]

## Телевизионен театър
- „Разсед“ (1988) (Димитър Начев)
- „Женско царство“ (1981) (Ст. Л. Костов)
- „Мизантроп“ (Еужен Лабиш) (1978)
- „Телерезада“ (1974) (Пейо Яворов), мюзикъл
- „Недорасъл“ (1969) (Денис Иванович Фонвизин)
- „Болничната стая“ (1964)

## Филмография
| Година | Филми и Сериали                                   | Серии | Копродукции                        | Роля                                         |
| ------ | ------------------------------------------------- | ----- | ---------------------------------- | -------------------------------------------- |
| 2017   | Извън пътя                                        |       |                                    | оперетната актриса и баба на Салия           |
| 2008   | Светът е голям и спасение дебне отвсякъде         |       | България/Германия/Словения/Унгария | баба Сладка                                  |
| 2002   | Асистентът                                        |       | България/Италия                    | майката на Павел                             |
| 1996   | Дон Кихот се завръща – („Дон Кихот возвращается“) | 2 ч.  | Русия/България                     | херцогинята                                  |
| 1978   | Войната на таралежите                             | 5     |                                    | Малякова, майката на Маляка                  |
| 1977   | Баш майсторът на море (тв)                        |       |                                    | Мими                                         |
| 1977   | Хирурзи                                           |       |                                    | Димитрова, нимфоманка и жена на д-р Димитров |
| 1975   | Чудесна катастрофа                                |       |                                    |                                              |
| 1974   | Баш майсторът (тв)                                |       |                                    |                                              |
| 1973   | Деца играят вън (тв)                              |       |                                    | майката на Юли №2                            |
| 1972   | Катастрофата                                      | 3     |                                    | Иванова                                      |
| ?      | Богаташ за половин час                            |       |                                    | българката                                   |
| ?      | Стоянчо и Шаро                                    | ?     |                                    |                                              |
| ?      | С песен из България                               |       |                                    |                                              |
| 1966   | Семейство Калинкови                               | 12    |                                    | Венета, приятелка на Бистра                  |
| 1965   | Късче небе за трима                               |       |                                    | Магда                                        |
| 1965   | До града е близо                                  |       |                                    | Катя                                         |
| 1964   | Крадецът на праскови                              |       |                                    | вдовицата                                    |
| 1961   | А бяхме млади                                     |       |                                    | сакатата Цвета                               |